# Бјар (Вијена)
Бјар (фр. Biard) насеље је и општина у западној Француској у региону Поату-Шарант, у департману Вијена која припада префектури Поатје.
По подацима из 2011. године у општини је живело 1.680 становника, а густина насељености је износила 224,9 становника/km². Општина се простире на површини од 7,47 km². Налази се на средњој надморској висини од 100 метара (максималној 136 m, а минималној 75 m).

## Демографија
| 1962. | 1968. | 1975. | 1982. | 1990. | 1999. | 2011. |
| ----- | ----- | ----- | ----- | ----- | ----- | ----- |
| 1.033 | 1.121 | 1.173 | 1.244 | 1.264 | 1.501 | 1.680 |

График промене броја становника у току последњих година